# 高島喜久男
高島 喜久男（たかしま きくお、1909年2月10日 - 2000年11月15日）は、昭和から平成時代の労働運動評論家。 
総評本部書記。高野実のブレーン。 

## 経歴
金沢市野町生まれ。金沢第二中学校（現石川県立金沢錦丘高等学校）を経て、1926年慶應義塾大学経済学部予科に入学。在学中、河上肇に手紙を出して新労農党本部書記となり、同党の解消運動で河上を補佐。1930年の大島製鋼所争議で開設されたプロレタリア小学校の教師として検挙され、1931年慶應義塾大学経済学部を中退。 
郷里で全協運動に従事した後、山崎経済研究所、日本南京大使館嘱託、長野県農業会を経て、敗戦時は華北交通株式会社社員。敗戦を治安維持法違反で収監されていた北京の監獄で迎え、予審中に釈放。 
1946年3月帰国、社団法人日本経済復興協会、外国為替管理委員会事務官。 
1951年に高野実と知り合い、同年末から1956年まで合化労連本部顧問、総評本部書記。その後、労働運動に関する評論を執筆。 
1958年『週刊労働情報』『労働周報』編集責任者。1968年から1973年まで東京経済大学学務部長。 

## 著書
- 『国際的経験による労働運動実践叢書（全10巻）』（天達忠雄、風間竜、草光実共編、青木書店、1954-1956年）
- 『戦後労働運動史論』（柘植書房、1977年）
- 『対談集 敵よりも一日ながく――総評解散と国鉄労働運動』（六本木敏、鎌倉孝夫、村上寛治、中野洋、佐藤芳夫共著、社会評論社、1988年）
- 『戦後労働運動私史 第1巻 1945-1949』（第三書館、1991年）
- 『反戦運動と戦後労働運動史』（全国労働組合交流センター編、全国労働組合交流センター［交流センター・ブックレット］、1992年）
- 『戦後労働運動私史 第2巻 1950-1954』（第三書館、1993年）
- 『戦後労働運動私史 第3巻 1955-1960』（第三書館、2008年）